# Орландо (роман)
«Орла́ндо» (англ. Orlando: A Biography) — сатирический модернистский роман английской писательницы Вирджинии Вулф. Впервые опубликован 11 октября 1928 года.
Это псевдобиографический роман, частично написанный по мотивам биографии подруги Вирджинии Вулф — Виты Сэквилл-Уэст и считается одним из наиболее легко читаемых произведений Вулф.
Книга, носящая обманчивый подзаголовок «биография», внешне замаскирована под наукообразное сочинение и снабжена именным указателем, фотографиями Орландо (в его/её роли позировала английская писательница Вита Сэквилл-Уэст), а также пародийным вступлением, где «автор» с невозмутимой обстоятельностью благодарил за помощь и моральную поддержку всех участников творческого содружества «Блумсбери» (включая своих малолетних племянников Джулиана и Квентина), и выражал искреннюю признательность Даниелю Дефо, Лоренсу Стерну, Вальтеру Скотту, Эмилии Бронте, Томасу де Квинси, Уолтеру Патеру — всем любимым писателям Вирджинии Вулф.

## Сюжет
Действие романа охватывает период в 350 лет. Первую половину этого срока Орландо проживает мужчиной, а вторую — женщиной.
Первая часть и история Орландо начинаются в эпоху королевы Елизаветы I, которая благоволит миловидному шестнадцатилетнему юноше и делает его своим фаворитом. На смертном одре она жалует ему значительное состояние, а взамен просит не увядать и оставаться вечно молодым. Вторая часть описывает историю первого сильного чувства Орландо — любви к дочери русского посла Саше, с которой он познакомился, катаясь на коньках по скованной льдом Темзе во время Великих морозов 1608 года. Но Саша предаёт чувства Орландо, и, разочаровавшись в женщинах, он удаляется в своё поместье, где засыпает беспробудным сном на целую неделю. Проснувшись, Орландо находит новое увлечение — поэзию, — и выписывает из Лондона поэта Ника Грина, чтобы беседовать с ним об искусстве, однако тот тоже не оправдывает его ожиданий.
Расставшись с очередными иллюзиями, Орландо отправляется с посольством в Константинополь — так начинается четвёртая часть романа. Он делает политическую карьеру, но, однажды заснув, просыпается существом иного пола. Теперь женщина, Орландо возвращается в Англию, где за время её отсутствия наступила эпоха Просвещения. Она входит в высшее общество, посещает салоны, но пресыщается и этим занятием. Покончив с обществом, Орландо знакомится с Мармадьюком Шелмердином и влюбляется в него. Уже в начале XX века Орландо становится матерью и писательницей — и это становится финалом.

## Поэтика романа
Фантастичности, гротескной ирреальности содержания «Орландо» соответствует нарочитая многостильность повествования.
Дидактический говорок болтливого биографа-повествователя (со стернианской непринуждённостью постоянно отступающего от магистральной темы и доверительно обращающегося к читателям, как к своим задушевным собеседникам) сочетается с нейтральным голосом автора, который, в свою очередь, то и дело растворяется во внутренних монологах и лирических медитациях Орландо. Эффект полифонии усиливается за счёт широкого использования стилизации: эпистолярной и мемуарной литературы XVII века (в третьей, «стамбульской», главе приводятся «цитаты» из дневника лейтенанта Бригге и письма экзальтированной Пенелопы Хартоп, описывающих церемонию награждения Орландо орденом Бани), а также газетных отчётов, исторических хроник, тяжеловесных юридических документов, хозяйственных реестров и проч. Важным строительным материалом «биографии» являются многочисленные аллюзии и цитаты, благодаря которым фактура каждой из шести глав романа отражает особенности того или иного периода английской литературы. По существу, история Орландо — это воображаемая хроника английской литературы и истории. К примеру, изменение пола символически передаёт "женоподобный" характер литературы викторианской эпохи в противоположность суровой мужественности литературы семнадцатого и восемнадцатого веков.

## Экранизации
По мотивам книги в 1992 году был снят фильм «Орландо».